# Грипенстедт, Карл
Карл Грипенстедт (швед. Carl Gripenstedt, 23 февраля 1893 — 30 апреля 1981) — шведский фехтовальщик-шпажист, призёр чемпионатов мира.

## Биография
Родился в 1893 году в деревне Белинге коммуны Уппсала лена Уппсала. В 1920 году принял участие в Олимпийских играх в Антверпене, но неудачно. В 1924 году участвовал в Олимпийских играх в Париже, но вновь не завоевал медалей. В 1931 году стал бронзовым призёром Международного первенства по фехтованию в Вене, в 1934 году повторил этот результат на Международном первенстве по фехтованию в Варшаве. В 1935 году стал серебряным призёром Международного первенства по фехтованию в Лозанне.
В 1937 году Международная федерация фехтования задним числом признала все проходившие ранее Международные первенства по фехтованию чемпионатами мира.